# Kevin O'Connell
Kevin William O'Connell (Knoxville, 25 maggio 1985) è un allenatore di football americano ed ex giocatore di football americano statunitense che svolge il ruolo di capo-allenatore dei Minnesota Vikings della National Football League (NFL).

## Carriera da giocatore
O'Connell nel ruolo di quarterback fu scelto dai New England Patriots nel corso del terzo giro (94º assoluto) del Draft NFL 2008. In seguito giocò per i Detroit Lions, i Miami Dolphins, i New York Jets e i San Diego Chargers prima di ritirarsi nel 2012.

## Carriera da allenatore
O'Connell iniziò ad allenare nella NFL svolgendo il ruolo di allenatore dei quarterback dei Cleveland Browns nel 2015. Nel 2017 assunse lo stesso ruolo ai Washington Redskins, venendo promosso a coordinatore offensivo nel 2019. Nel 2020 e 2021 fu il coordinatore offensivo dei Los Angeles Rams che conquistarono il Super Bowl LVI.
Il 16 febbraio 2022 O'Connell fu assunto per diventare il 10º capo-allenatore della storia dei Minnesota Vikings.

## Record come capo-allenatore
| Squadra |        | Stagione regolare | Stagione regolare | Stagione regolare | Stagione regolare | Stagione regolare | Playoff | Playoff | Playoff                                                    |
| Squadra | Anno   | Vinte             | Perse             | Pari              | %                 | Posizione         | Vinte   | Perse   | Risultato                                                  |
| ------- | ------ | ----------------- | ----------------- | ----------------- | ----------------- | ----------------- | ------- | ------- | ---------------------------------------------------------- |
| MIN     | 2022   | 13                | 4                 | 0                 | .765              | 1º nella AFC East | 0       | 1       | Sconfitta nell'AFC Wild Card Game contro i New York Giants |
| MIN     | 2023   | 7                 | 10                | 0                 | .412              | 3º nella AFC East | -       | -       | -                                                          |
| Totale  | Totale | 20                | 14                | 0                 | .588              |                   | 0       | 1       |                                                            |

## Palmarès
- Super Bowl : 1

Los Angeles Rams: LVI (come coordinatore offensivo)
- National Football Conference Championship: 1

Los Angeles Rams: 2021 (come coordinatore offensivo)
- Capo-allenatore dell'anno: 1

2024 (Minnesota Vikings)